# Skeptrostachys correana
Skeptrostachys correana är en orkidéart som beskrevs av Dariusz Lucjan Szlachetko. Skeptrostachys correana ingår i släktet Skeptrostachys och familjen orkidéer. Inga underarter finns listade i Catalogue of Life.